# ブルータス・ビーフケーキ
ブルータス "ザ・バーバー" ビーフケーキ（Brutus "The Barber" Beefcake、本名：Edward Harrison Leslie、1957年4月21日 - ）は、アメリカ合衆国のプロレスラー。フロリダ州タンパ出身。
ハルク・ホーガンとは幼馴染であり、兄のように慕っていた。

## 来歴
1978年のデビュー後、テネシー州メンフィスのCWAにて、当時のハルク・ホーガンのリングネームであったテリー・ボールダーにあやかり、エディ・ボールダー（Eddie Boulder）と名乗って活動。兄弟タッグチームという設定のもと、テリー&エディのボールダー・ブラザーズとして、ロン・バス&ソニー・キング、ハンス・シュローダー&ゲシュタポ、ブロンド・ボンバーズ（ラリー・レイザム&ウェイン・ファリス）などのチームと対戦した。その後、テリー・ボールダーがハルク・ホーガンに改名して注目を浴びるようになると、レスリーもディジー・ホーガン（Dizzy Hogan）に改名してホーガンの弟と称するなど、ギミックとは知らず2人を本当の兄弟だと信じていたファンも多かった。
1980年にホーガンが新日本プロレスに登場して常連外国人となると、1982年8月にホーガンの弟として、エド・レスリー（Ed Leslie）の名義で新日本に初来日。新日本プロレスはレスリーをホーガンとの「兄弟タッグ」で売り出そうとしたが、レスリーがタッグ結成を拒否し、ホーガンとのマッチメイクを希望したためお蔵入りとなる（拒否の理由は、「自分は兄ホーガンを倒すためにレスラーになったから」というものだった。実際、来日時は一度もタッグを組んでおらず、レスリーは外国人エース格のマスクド・スーパースターやサージェント・スローター、さらには国際軍団のラッシャー木村とも共闘し、新日本陣営にいたホーガンと対戦した）。

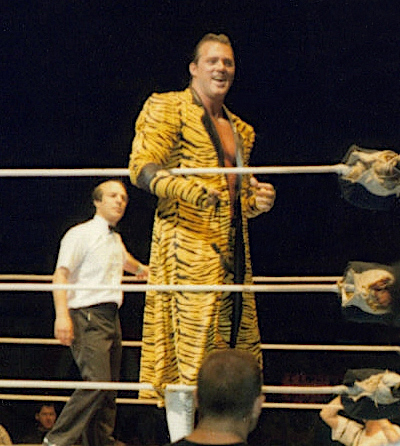
ヒール期のブルータス・ビーフケーキ（1980年代中盤）

翌年ホーガンがWWFと契約したことから、ホーガンの仲介でレスリーも1984年7月よりWWF入りを果たす。WWFでは顔の一部を整形してブルータス・ビーフケーキ（Brutus Beefcake）を名乗り、男性ストリッパーをギミックとしたキザなヒールとなって活躍。ジョニー・バリアントをマネージャーに迎え、ホーガンのWWF世界ヘビー級王座やティト・サンタナのインターコンチネンタル王座に再三挑戦した。1985年4月からはグレッグ・バレンタインとの "ザ・ドリーム・チーム（The Dream Team）" を結成し、8月24日にバリー・ウインダム&マイク・ロトンドのUSエクスプレスからWWF世界タッグ王座を奪取。翌1986年4月7日のレッスルマニア2において、ダイナマイト・キッド&デイビーボーイ・スミスのブリティッシュ・ブルドッグスに敗れるまで戴冠した。
1987年3月29日、レッスルマニアIIIにおいてバレンタイン&バリアントと仲間割れを起こしてベビーフェイスに転向。アドリアン・アドニスとも抗争を開始し、同日に行われたロディ・パイパー対アドニスの髪切りマッチにおいて、パイパーに加担して敗者アドニスの髪を切ったことからザ・バーバー（The Barber / 散髪屋）のニックネームが付けられる。これをきっかけに、園芸用の大バサミを持っての入場パフォーマンスを展開。「ザ・バーバーショップ」なるインタビューコーナーも担当し、理髪店を模したセットを舞台に、ヒールのレスラーを相手に舌戦を展開した。もともとレスラーとしての技能よりもトークの上手さなどのタレント性が評価されていたこともあり、このフェイスターンは成功を収めた。
しかし1990年、パラセーリング中のアクシデントで顔面を強打し長期欠場を余儀なくされる。翌年にフェイスマスクを付けて復帰するが、レギュラー出場は見送られスポット的にリングに上がっていた。1993年に映画出演などで一時引退していたホーガンがWWFに復帰すると、タッグチーム "メガ・マニアックス（Mega Maniacs）" を結成。4月4日開催のレッスルマニアIXでは、ホーガンと組んでテッド・デビアス&IRSが保持していたWWF世界タッグ王座に挑戦した。1990年代前半にはホーガンの新日本プロレス参戦の条件としてビーフケーキも同行するという決まりがあったため、新日本でも何度か試合を行っている。1993年9月26日の大阪城ホール大会ではジェイク・ロバーツをパートナーに、スコット・ノートン&ヘラクレス・ヘルナンデスのジュラシック・パワーズと対戦した。
1994年にホーガンがWCWへ移籍すると自身もWCWと契約。当初はケビン・サリバン率いるダンジョン・オブ・ドゥームのメンバーとしてホーガンと敵対していたが、nWoではホーガンの「信者」として共闘した。WCW時代はザ・ブッチャー（The Butcher）、ザ・ゾディアック（The Zodiac）、ザ・ディサイプル（The Disciple）、ザ・ブーティー・マン（The Booty Man）などリングネームを数多く変えているが、どれも活躍はできなかった。その後、WWF時代に起こしたパラセーリング事故の後遺症によって、1999年よりセミリタイア状態となった。
2000年代に入ってからはインディー団体に単発的にゲスト参戦しており、2007年8月にはICP主宰のJCWにてバレンタインとのドリーム・チームを再結成。マッドマン・ポンド&ネクロ・ブッチャーやバシャム・ブラザーズなどが参加したJCWタッグ王座争奪の8チーム・エリミネーション・マッチに出場している。
2009年11月にはホーガンがオーストラリアにて開催したイベントであるハルカマニアに参加し、ジョン・ハイデンライク、オーランド・ジョーダンといった元WWEのレスラーたちと対戦した。
2010年4月26日、カナダ・オンタリオ州のCWI（Championship Wrestling International）にて、空位となっていたCWIヘビー級王座をジム・ナイドハートと争い、カウントアウトでの勝利でベルトを奪取している。2011年にはブッシュワッカー・ルークとも度々タッグを組んだ。2013年はペンシルベニア州のPWR（Pro Wrestling Rampage）にてドリーム・チームを再々結成している。
2019年4月6日、WWE殿堂に迎えられた。ニューヨーク州ブルックリンのバークレイズ・センターで開催された殿堂入り式典では、ホーガンがインダクターを務めた。

## 得意技
- バーバーズ・チェアー（スリーパー・ホールド）
- アポカリプス（ダイヤモンド・カッター）
- エルボー・ドロップ
- ジャンピング・ニー・バット
- フィギュア・フォー・レッグロック

## 獲得タイトル

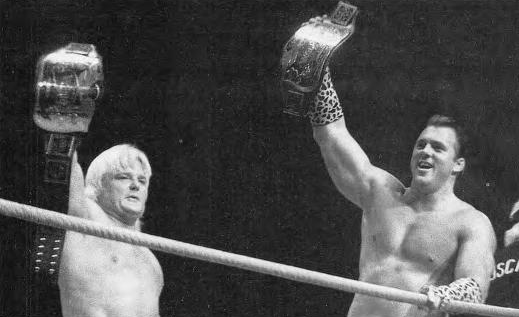
グレッグ・バレンタイン（左）とのWWF世界タッグ王者時代（1985年）

サウスイースタン・チャンピオンシップ・レスリング
- NWAサウスイースタン・タッグ王座：3回（w / ケン・ルーカス×2、ロバート・フラー×1）[15]

ワールド・レスリング・フェデレーション / エンターテインメント
- WWF世界タッグ王座：1回（w / グレッグ・バレンタイン）[7][8]
- WWE殿堂：2019年[9]

チャンピオンシップ・レスリング・インターナショナル
- CWIヘビー級王座：1回[13]